# Rethabile Khumalo
 (avril 2025).
Rethabile Roberta Khumalo née le 9 septembre 1995 est une auteure-compositrice-interprète sud-africaine connue sous le nom mononyme Rethabile. Elle a accédé à la notoriété après avoir été mise en avant sur le single "Umlilo" de DJ Zinhle, certifié triple platine par la Recording Industry of South Africa (RISA)[. Elle a été déclarée artiste platine après que son single "Ntyilo Ntyilo" ait été certifié platine en août 2021.

## Vie et carrière

### Jeunesse
Rethabile Khumalo est née le 9 septembre 1995. Sa mère, Winnie Khumalo, était une chanteuse sud-africaine.

## Carrière
En 2012, Rethabile a participé aux auditions d’Idols South Africa à l’âge de 16 ans, mais a été éliminée. En 2018, elle a signé un contrat avec Afrotaiment et sorti son single "Nomathemba" en septembre 2018.
En août 2019, elle a collaboré avec DJ Zinhle sur le single « Umlilo », produit par Mvzzle. À la suite de cette collaboration réussie, elle a sorti « Ntyilo Ntyilo » en featuring avec le DJ sud-africain Master KG. La chanson a été certifiée platine par la Recording Industry of South Africa[6]. « Ntyilo Ntyilo » a remporté le prix de la "Chanson la plus votée" aux 6ᵉ Mzansi Kwaito and House Music Awards,,.
En septembre 2020, elle a sorti son premier album studio, Like Mother, Like Daughter.

## Discographie
Like Mother, Like Daughter (2020)
The Legacy EP (2022)'

## Filmographie

### Télévision
| Année | Titre    | Rôle      | Notes     | Résultats | Ref. |
| ----- | -------- | --------- | --------- | --------- | ---- |
| 2012  | Idols SA | Elle-même | Candidate | Éliminé   |      |

## Récompenses et nominations
| Année | Cérémonie                               | Prix                                      | Travail nomminé | Résultats  | Ref.  |
| ----- | --------------------------------------- | ----------------------------------------- | --------------- | ---------- | ----- |
| 2020  | 26ᵉ South African Music Awards          | Enregistrement de l’année (Vote des fans) | Umlilo          | Nomination |       |
| 2021  | 27ᵉ South African Music Awards          | Meilleur clip vidéo de l'année            | Umlilo          | Nomination |       |
| 2021  | 6ᵉ Mzansi Kwaito and House Music Awards | Chanson la plus votée                     | Ntyilo Ntyilo   | Lauréat    | [ 9 ] |